# Konkurs Sopot Festival 1999
36. Sopot Festival odbył się 20–22 sierpnia 1999 roku w Operze Leśnej. Konkurs prowadzili Krzysztof Trebunia-Tutka i Marek Niedźwiecki. Bursztynowego Słowika za całokształt otrzymała Małgorzata Ostrowska.

## Pierwszy dzień – „Muzyczne Drogi Europy”[3]
Koncert poprowadził Krzysztof Trebunia-Tutka.
- Altan ( Irlandia)
- Enrique Morente Flamenco ( Nikaragua)
- Farlanders ( Rosja)
- José Ángel Hevia ( Hiszpania)
- Kapela ze Wsi Warszawa ( Polska)
- Rawianie i Sąsiedzi ( Polska)
- Taraf de Haïdouks ( Rumunia)
- Värttinä ( Finlandia)
- The Bulgarian Voices Angelite ( Bułgaria)
- Trebunie-Tutki ( Polska)
- Mieczysław Szcześniak ( Polska)
- Kayah ( Polska)
- Goran Bregović ( Jugosławia).

## Drugi dzień
Koncert poprowadził Marek Niedźwiecki.
Bursztynowego Słowika za całokształt otrzymała Małgorzata Ostrowska. Następnie na scenie wystąpił Lionel Richie, który zaprezentował swoje największe przeboje.

## Trzeci dzień – Whitney Houston
Koncert odbył się w ramach trasy koncertowej Whitney Houston My Love Is Your Love World Tour. Został on poprzedzony występem zespołu A*Teens, który przypomniał największe przeboje ABBY.